# 뉴스 코마치
뉴스 코마치(ニュースこまち)는 NHK 아키타 방송국에서 제작하고 방송되고 있는 평일 저녁의 로컬 웨이드 뉴스 프로그램이다.

## 방송 시간
- 월 ~ 금: 저녁 6시 10분 ~ 7시(50분)